# Max Eschenhagen

Max Eschenhagen

Johann Friedrich August Max Eschenhagen (* 22. Oktober 1858 in Eisleben; † 12. November 1901 in Potsdam) war ein deutscher Geophysiker.

## Leben
Der Sohn eines Zimmermeisters besuchte die Schulen in Eisleben und Nordhausen. An der Universität Halle studierte er nach 1877 Mathematik, Physik und beschreibende Naturwissenschaften. Er promovierte und ging 1882 als Lehrer nach Hamburg, wo er im Zuge der Vorbereitung einer Polarexpedition erstmals mit der Erdmagnetik in Kontakt kam, deren Erforschung fortan sein Leben bestimmte.
1889 wurde er Vorsteher des neu gebildeten Geomagnetischen Observatoriums Potsdam, das dem Preußischen Meteorologischen Institut angeschlossen war. 1895 führte er internationale Simultanbeobachtungen ein, die er schon vorher erprobt hatte. In der Folge konstruierte er neue, schnellregistrierende erdmagnetische Instrumente.Dies führte zum Nachweis der magnetischen Elementarwellen. Adolf Schmidt wurde 1902 Eschenhagens Nachfolger als Direktor des Magnetischen Observatoriums in Potsdam, aus dem 1930 das Adolf-Schmidt-Observatorium für Geomagnetismus in Niemegk hervorging.

## Ehrungen
- Mitglied der Leopoldina im Jahr 1888[1]
- In Anerkennung seiner Verdienste erhielt er 1895 das Prädikat Professor.
- Roter Adlerorden, IV. Klasse (posthum)